# Richard Stearns
Richard Edwin Stearns (Caldwell, 5 luglio 1936) è un matematico e informatico statunitense.
Con Juris Hartmanis, ha ricevuto l'ACM Turing Award nel 1993 "in riconoscimento del loro documento seminale che ha stabilito le basi per il campo della teoria della complessità computazionale". Nel 1994 è stato nominato membro dell'Association for Computing Machinery.

## Biografia
Stearns si è laureato con un bachelor in matematica al Carleton College nel 1958. Ha poi conseguito il dottorato di ricerca in matematica alla Princeton University nel 1961 dopo aver completato una tesi di dottorato, intitolata "Giochi cooperativi a tre persone senza pagamenti collaterali", sotto la supervisione di Harold W. Kuhn. Stearns è ora Distinguished Professor Emeritus di Computer Science presso l'Università di Albany, che fa parte della State University di New York.